# Hannes Swoboda
Johannes (Hannes) Swoboda (ur. 10 listopada 1946 w Bad Deutsch-Altenburg w powiecie Bruck an der Leitha) – austriacki polityk, z wykształcenia ekonomista, poseł do Parlamentu Europejskiego IV, V, VI i VII kadencji.

## Życiorys
Ukończył studia prawnicze i ekonomiczne na Uniwersytecie Wiedeńskim (Dr. iur.). Do 1986 był zatrudniony w Wiedeńskiej Izbie Pracy, doszedł do stanowiska kierownika działu. Od 1983 był radnym wiedeńskiego landtagu i rady miasta.
Wstąpił do Socjaldemokratycznej Partii Austrii, zasiadł w zarządzie federalnym tego ugrupowania. W 1996 z listy socjaldemokratów uzyskał mandat posła do Parlamentu Europejskiego. Z powodzeniem ubiegał się o reelekcję w 1999, 2004 i 2009. Od V kadencji pełnił funkcję wiceprzewodniczącego grupy socjalistycznej, działającej od VII kadencji pod nazwą Postępowy Sojusz Socjalistów i Demokratów. W 2012 został jej przewodniczącym w miejsce Martina Schulza.

## Odznaczenia
- Order Księcia Branimira (Chorwacja, 2006)[1]